# The Mathematical Gazette
The Mathematical Gazette （ザ・マセマティカル・ガゼット）は、数学協会に代わり、ケンブリッジ大学出版局が刊行している査読付き学術雑誌である。15歳-20歳を対象とする数学教育を中心としている。 
この雑誌は1894年、エドワード・マン・ラングレーによって、『Reports of the Association for the Improvement of Geometrical Teaching』の後継として創刊された。
ウィリアム・ジョン・グリーンストリートは30年以上の間、編集長を務めた。2000年以降はGerry Levershaが編集を行っている。
各巻には毎年、連続した番号が割り当てられる。例えば2021年11月の第105巻は第564号となっている。

## 編集長
歴代の編集長は以下の通り。
- E. M. ラングレー: 1894–1896
- フランシス・サワビー・マッカーレイ（英語版）: 1896–1897
- ウィリアム・ジョン・グリーンストリート（英語版）: 1897–1930
- アラン・ブロードベント: 1930–1955
- ルーベン・グッドスタイン: 1956–1962
- エドウィン・アーサー・マクスウェル（英語版）: 1962–1971
- ダグラス・カドリング（英語版）: 1971–1980
- ヴィクター・ブライアント: 1980–1990
- ニック・マキノン: 1990–1994
- スティーブ・アボット: 1994–2000
- Gerry Leversha: 2000–現在

## 抄録と索引
このジャーナルはEBSCO、Emerging Sources Citation Index、 ScopusやzbMATHに索引されている。